# دانشگاه بین‌المللی چابهار
دانشگاه بین‌المللی چابهار دانشگاهی غیرانتفاعی و غیردولتی است که در سال ۱۳۸۱ با مجوز وزارت علوم، تحقیقات و فناوری در چابهار بنیان گذاشته شده‌است.
رتبه‌ این دانشگاه در پایگاه مرجع دانشگاه‌های ایران در مرداد ۱۳۹۹، ۳ در بین دانشگاه‌های غیر دولتی و ۳۵ در بین کل دانشگاه‌های کشور اعلام شده است.

## رشته‌های آموزشی و اعطای مدرک
دانشگاه بین‌المللی چابهار در سال ۱۳۸۸ در ۱۰ رشته تحصیلی در دورهٔ کارشناسی فعالیت می‌کند که تحصیل موفقیت‌آمیز در هر یک از این دوره‌ها منجر به اخذ مدرک کارشناسی می‌شود.
۸ رشته با همکاری دانشگاه لندن ارائه و امتحانات آن در پایان سال تحصیلی توسط همان دانشگاه برگزار و ارزیابی شده و در نهایت مدرک کارشناسی نیز توسط دانشگاه لندن داده می‌شود. همچنین پس از معادلسازی، یک مدرک کارشناسی توسط دانشگاه چابهار نیز به دانش‌آموختگان داده می‌شود.

## اهداف و مأموریت
این دانشگاه اهداف خود را چنین بیان کرده‌است:
این دانشگاه به منظور انجام رسالت خود در راستای توسعه آمادگی و تربیت دانشجویان مسئولیت پذیر، خلاق، متخصص، مولد، با وجوه منطبق با ارزشهای اسلامی و آرمانهای انسانی، ضمن بکارگیری بالاترین استانداردهای دانشگاهی نسبت به طراحی فعالیت‌های تحصیلی مطابق با شرایط دنیای واقعی امروز اقدام نموده‌است. مجموعه ارزشها و اهدافی همچون اعتقاد به دانشگاه پژوهنده و دانایی محور، فراهم نمودن محیطی مناسب و جذاب برای جوانان ایرانی تا ناچار به ترک ایران و ادامه تحصیل در خارج از کشور نشوند، تربیت نیروی متخصص برای کشور بخصوص مناطق آزاد، تقویت فرهنگ ملی در کنار توسعه دانش و مهارتهای فردی، تلاش جهت موفقیت دانشجویان با برنامه‌ریزی، ساماندهی، مراقبت و ارائه خدمات لازم و تقویت پیوندهای علمی آموزشی و پژوهشی با موسسات آموزش عالی با سابقه و فعال در سطوح ملی و بین‌المللی، اساس شکل‌گیری این دانشگاه بوده‌است.

## رشته ها

### کارشناسی پیوسته
. مهندسی برق 
- مهندسی عمران
- مهندسی معدن
- مهندسی کامپیوتر
- مهندسی معماری
- مدیریت بانکداری
- مدیریت بازرگانی
- مدیریت صنعتی
- زبان و ادبیات انگلیسی
- علوم تربیتی
- حقوق
- اقتصاد

### کارشناسی ناپیوسته
- مهندسی عمران اجرایی
- آموزش ابتدایی

### ‌‌کارشناسی ارشد
- فناوری اطلاعات گرایش تجارت الکترونیک
- مهندسی عمران گرایش مدیریت ساخت
- مهندسی عمران گرایش سازه
- مهندسی تکنولوژی آموزشی
- مدیریت مالی
- مدیریت بازرگانی - بازاریابی
- مدیریت کسب و کار - مالی
- حقوق تجارت بین الملل
- جغرافیا و برنامه ریزی آمایش سرزمین

## فضای آموزشی و کمک آموزشی تجهیز شده
- مرکز زبان خردسالان و بزرگسالان
- مرکز نوآوری دانشگاه
- مرکز رشد و پردیس علم فناوری
- لابراتوار کامپیوتر و زبان
- سایت کامپیوتر مدرن
- مرکز گیم انیمیشن و برنامه‌نویسی در فضای استارتاپی
- مرکز آواهای محلی (موسیقی)
- کلاسهای آموزشی تا ظرفیت ۲۰۰۰ نفر مجهز به سامانه ها و استارتاپی
- کتابخانه به مساحت ۲۵۰ مترمربع با دسترسی به منابع الکترونیک و کتابهای خارجی و داخلی غنی
- مجموعه اقامتی دانشجویی به متراژ ۲۳۰۰۰ متر مربع برای دانشجویان داخلی و خارجی
- دبیرستان شبانه روزی دانا و تونا دانشگاه

## بورسیه دانشگاه بین‌المللی چابهار
این دانشگاه بورسیه ای تحت عنوان بورس بین المللی سواحل مکران در دو مقطع کارشناسی و کارشناسی ارشد به افراد دارای تابعیت کشورهای افغانستان، پاکستان، هند، تاجیکستان، قزاقستان، عمان و چین اهدا می کند، و این بورسیه سه نوع به شرح بورسیه کامل (شهریه دانشگاه، خوابگاه و بیمه درمانی رایگان)، بورسیه آموزشی (فقط شهریه رایگان)، بورسیه ۵۰% (۵۰٪ تخفیف در شهریه) دارد؛ شرط دریافت این سه نوع بورسیه تسلط و آشنایی کامل به زبان فارسی است.